# Fraude en el vino
El fraude en el vino es toda aquella venta ilícita de vino, habitualmente haciendo pagar al cliente más dinero de lo que realmente vale el producto, e incluso llegando a provocar enfermedades debidas a productos químicos perjudiciales añadidos a este. Como el vino es el producto de la fermentación del zumo de uva, el término también incluye la adulteración con sustancias ajenas a éste, ya sean colorantes como el zumo de baya del saúco o condimentos como la canela y el jengibre. Aunque algunas variedades de vino tienen de forma natural un color oscuro y notas de sabor a especias debido a la presencia de diversos compuestos fenólicos presentes en el hollejo de la uva, el uso de aditivos para lograr artificialmente estas características suele estar mal visto. En los últimos años se ha prestado mucha atención al fraude en las etiquetas, consistente en usar etiquetas falsificadas de vinos de culto, raros y caros, en botellas de variedades más baratas y revenderlas. El fraude en el vino puede extenderse a variedades menos caras cuando se realiza a gran escala. El Wine Spectator señala que algunos expertos sospechan que hasta un 5% del vino vendido en mercados secundarios puede ser fraudulento.

## Historia

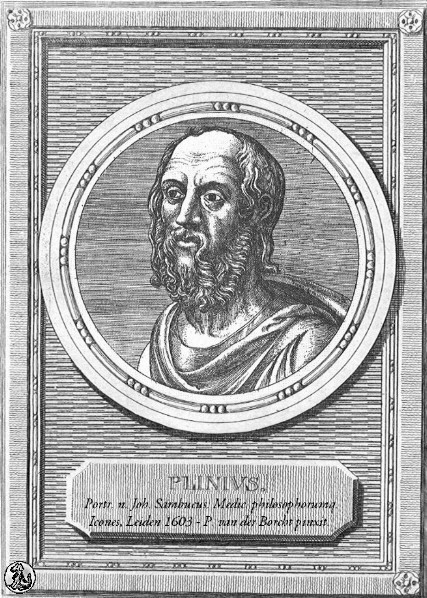
Durante la época clásica el vino se adulteraba y falsificaba con tanta frecuencia que Plinio el Viejo se quejó de que ni siquiera la nobleza podía asegurar que su vino era genuino.

Desde el inicio de su producción, el vino ha sido manipulado, adulterado y falsificado, en la Antigua Roma, Plinio el Viejo se quejaba de que el vino romano fraudulento era tan abundante que ni siquiera los patricios podían estar seguro la autenticidad del que servían en sus mesas. Para las clases bajas y medias de Roma, los bares locales parecen haber tenido un suministro ilimitado del prestigioso vino falerno a precios inusualmente bajos.
Durante la Edad Media, vinos de origen cuestionable se hacían pasar a menudo por otros de regiones más prestigiosas. En Londres, las autoridades locales dictaron leyes prohibiendo a las tabernas prohibiendo almacenar juntos vinos franceses, españoles y alemanes para dificultar así su mezcla o falsa presentación al consumidor. Si se encontraba a un productor o mercader vendiendo vino fraudulento o «corrupto», se lo forzaba a beberlo todo. En la Alemania medieval, la pena por vender vino fraudulento iba desde el marcado a la muerte en la horca, pasando por las palizas.
En la Ilustración, los avances científicos dieron lugar a la nueva ocupación de «doctor de vino», que podía crear ejemplos de vinos a partir de ingredientes y compuestos extraños. Autores como Joseph Addison escribieron sobre esta «fraternidad de operadores químicos» (sic) que usaba manzanas para hacer champán y endrinas para preparar burdeos, vendiéndolos fraudulentamente en el mercado. Tras la gran plaga de filoxera de mediados del siglo XIX, la escasez de vino auténtico provocó un incremento de la falsificación. Algunos mercaderes tomaban pasas de otras especies de vides y elaboraban vinos que hacía pasar como de orígenes más prestigiosos, de Francia o Italia.
A principios del siglo XIX, varios autores europeos escribieron sobre el riesgo y la abundancia de fraudes. En 1820, el químico alemán Friedrich Accum señaló que el vino era uno de los productos que con más frecuencia se manipulaba fraudulentamente o se falsificaba. En 1822, el escritor vinícola Cyrus Redding se hizo eco de la alarma sobre las incontroladas operaciones de estos «doctores de vino». Finalmente la preocupación sobre el fraude en el vino creció lo suficiente como para que se tomaran medidas contra la adulteración y falsificación del vino, que incluyeron la Ley de Adulteración de Comida y Bebida dictada en 1860 por el Parlamento Británico. Varios gobiernos europeos también dictaron leyes definiendo lo que se consideraba exactamente un «vino», para poder distinguir la producción del auténtico de las obras de estos falsificadores. El gobierno francés fue el primero en definir legalmente el vino como el producto del zumo de uva fermentado en 1889, seguido por el alemán en 1892 (ampliado luego en 1909) y el italiano en 1904.
Durante la ley seca estadounidense, cuando la producción de vino era ilegal, apareció un fraude de naturaleza diferente, al vender los mercaderes de uva «ladrillos» concentrados por todo el país junto a un paquete de levadura seca. Estos ladrillos venían con una útil etiqueta de aviso avisando a los usuarios que no mezclaran los contenidos del ladrillo, levadura, agua y azúcar en una olla y la dejaran reposar siete día, o «se obtendría una bebida alcohólica ilegal».

### Prácticas que fueron consideradas fraudulentas

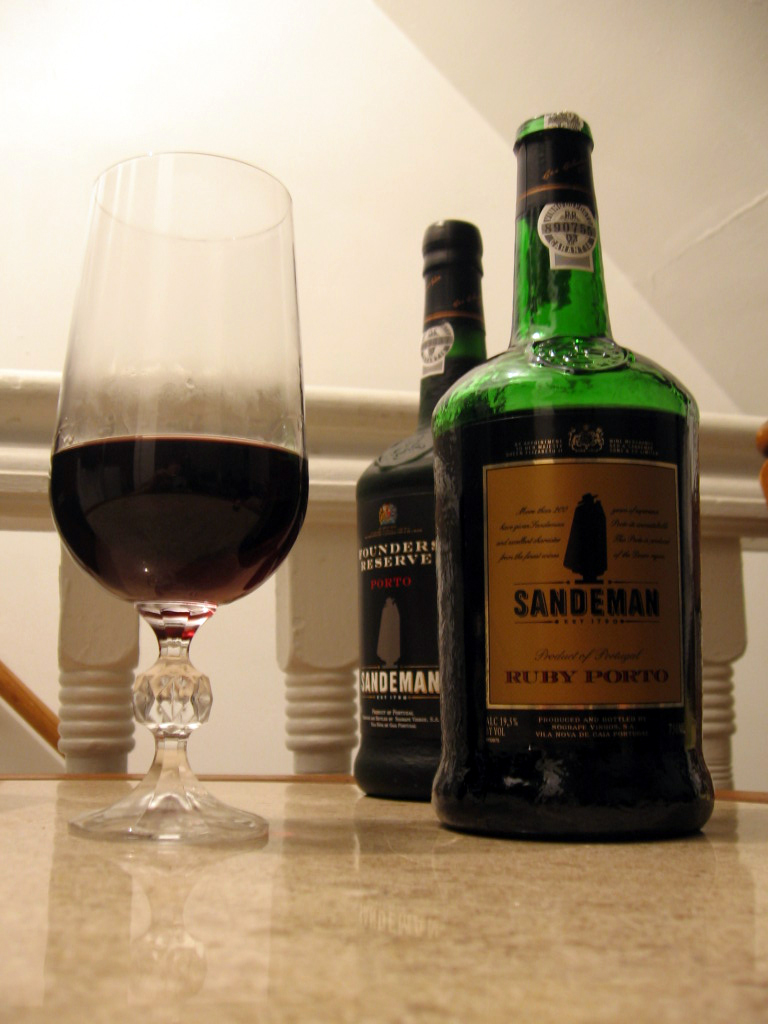
La costumbre de añadir licores de uva al vino fue considerada manipuladora y fraudulenta, pero actualmente está aceptada en la producción de todos los vinos fortificados, como el oporto.

Con los años, las técnicas de producción del vino han evolucionado. EL primer y primitivo «vino natural» o «auténtico» fue probablemente el resultado de olvidar uvas machacadas en un recipiente cerrado. El proceso de permitir que la levadura salvaje presente en la superficie de la uva produjera una fermentación en un entorno no controlado crea una variedad muy burda de vino que puede no resultar agradable para mucha gente. De ahí el desarrollo de diversas técnicas y costumbres ideadas para mejorar la calidad del vino, pero que podrían verse como «manipulación» o «adulteración» del vino respecto a su estado «natural» o «auténtico». En diversos momentos de la historia estas técnicas pueden considerarse manipulaciones «excesivas» respecto a lo que el consumidor probablemente espere, y por eso se catalogan de «fraude». Sin embargo, cuando estas técnicas se generalizaron en la industria vinícola, siguió una corriente de aceptación y terminaron siendo otra herramienta más para ayudar a los fabricantes a producir vino de calidad.
La mayoría de las técnicas manipulativas surgieron de la necesidad. Los primeros vinos tenían muchos fallos que hacían que se estropeasen rápidamente. Las obras clásicas griegas y romanas detallaban recetas que podían curar «vinos enfermos», lo que incluir añadir varios ingredientes como leche, mostaza molida, ceniza, ortigas y plomo. Otro ejemplo de «manipulación» antigua que luego se convirtió en costumbre aceptada y común era el proceso de añadir licor de uva al vino realizado en la región portuguesa de Douro. Este proceso de fortificación daba al vino estabilidad química para los viajes largos por mar, y cuando se añadía durante la fermentación dejaba al vino con un equilibrio entre azúcar residual y contenido alcohólico que le daba un sabor único. Este tipo de vino se hizo muy popular en el mercado, y actualmente la forma aceptada de elaborar oporto es «manipularlo» añadiendo brandy durante la fermentación.
Otras técnicas que han sido consideradas «fraudulentas» o excesivamente manipulativas en distintas épocas incluyen la chaptalización, la fermentación y envejecimiento en barrica de roble, el uso de astillas de roble, remover las heces, el trasiego, la clarificación y estabilización, la ósmosis inversa, la maceración fría, el uso de levadura cultivada en lugar de salvaje, la crioextracción, la microoxigenación y la adición de enzimas, antioxidantes, ácidos y otros azúcares que pueden usarse para «equilibrar» el vino.

#### Adición de agua
Aunque algunas técnicas de producción del vino han pasado por fases en las que fueron consideradas fraudulentas y ahora son costumbres generalmente aceptadas, unas pocas han hecho el camino inverso. Una de las más controvertidas es la adición de agua al vino, técnica conocida actualmente como humidificación. La Master of Wine Jancis Robinson califica esta costumbre de «estirar» o diluir el vino de «posiblemente la forma más antigua de fraude en el vino aparecida en los libros». El agua tiene una larga historia de uso para diluir el vino y hacerlo más agradable al paladar. Los antiguos griegos creían que era «bárbaro» tomar vino sin diluir. También creían que el vino sin diluir era perjudicial para la salud y que el rey espartano Cleómenes I enloqueció en una ocasión tras beber vino puro. En la actualidad poca gente diluye el vino para beberlo como hacían los griegos, pero el uso de agua durante su proceso de elaboración sigue siendo generalizado.
Actualmente se usa agua para ayudar a equilibrar uvas extremadamente maduras que tendrían una alta concentración de azúcares y compuestos fenólicos. La producción moderna de vino ha empezado a promocionar niveles de maduración más altos y un mayor tiempo de la uva en la parra antes de la vendimia. Este creciente énfasis en la maduración ha provocado que se produzcan vinos con graduación alcohólica más alta (a menudo por encima del 15%). En muchos países, estos altos niveles hacen que el vino se vea gravado por impuestos y tasas más altas. Añadir agua al mosto puede diluir el vino hasta el punto de que el contenido alcohólico final quede por debajo del límite a partir del cual se cobran estos impuestos. El acto deliberado de diluir un vino con agua para pagar impuestos más bajos es ilegal en varios países.
La zona gris entre la costumbre aceptada y el fraude está cuando se añade agua durante el proceso de fabricación como medio de «conservación de calidad». A menudo se usa agua para ayudar a bombear las uvas en a maquinaria y para «rehidratar» las que han empezado a secarse por llevar demasiado tiempo en la parra. Esta rehidratación se usa para ayudar a equilibrar el vino y tratar de evitar que tenga sabores a «fruta seca» que pueden no ser agradables para el consumidor. En los Estados Unidos, el California Wine Institute ha estipulado guías que permiten añadir cierta cantidad de agua con el fin de compensar la pérdida de agua natural en la parra por deshidratación. La necesidad de usar agua ha sido defendida por sus proponentes como un medio necesario de evitar la fermentación detenida. A pesar de permitirse un uso limitado legal, la costumbre de añadir agua al vino sigue provocando cierto grado de controversia, siendo pocos los productores que reconozcan hacerlo. Una clave para la costumbre en la industria vinícola es añadir «unidades de Jesús», en lo que es un juego de palabras sobre la historia bíblica del milagro realizado en las Bodas de Caná, cuando Jesús convirtió el agua en vino.

## Fraude en el etiquetado

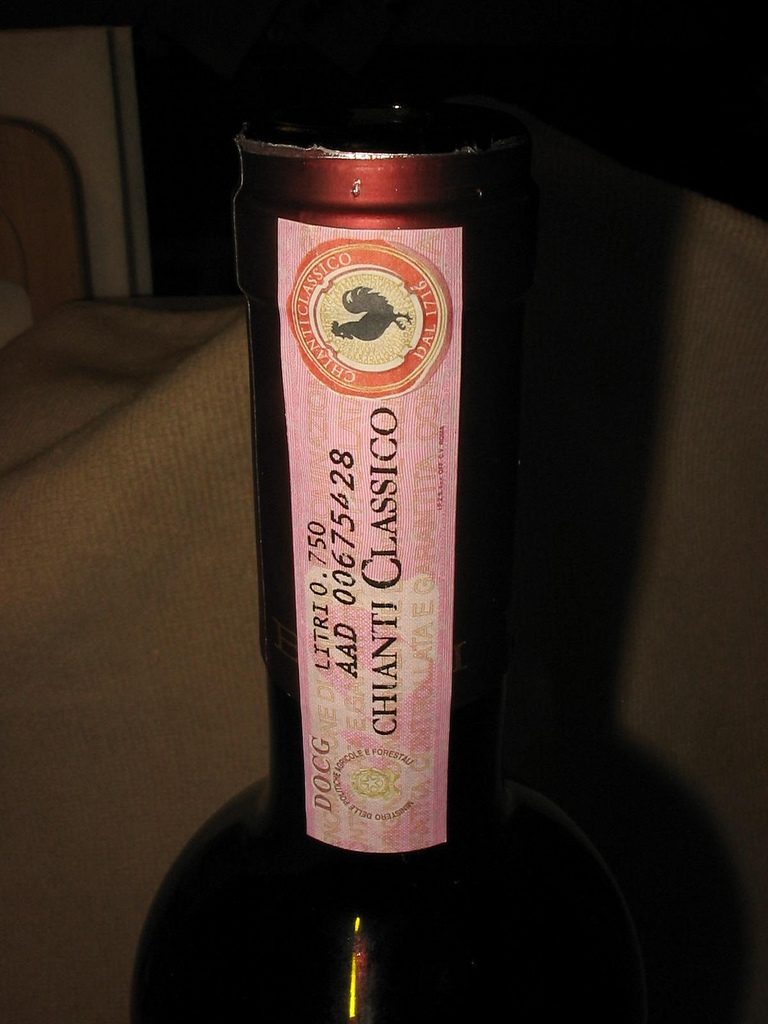
Varios países europeos desarrollaron sistemas de denominaciones, con sus propias etiquetas y sellos únicos, para intentar combatir el fraude en el etiquetado que ocultaba el auténtico origen de los vinos.

Un tipo de fraude implica el uso de etiquetas falsificadas de vinos caros en botellas de vino más barato. Este fraude se hizo especialmente abundante tras la plaga de filoxera del siglo XIX, cuando la disponibilidad de vino caro de calidad era limitada. Al principio, este fraude consistía principalmente en tomar vino de una región menos prestigiosa (como el Suroeste de Francia o Calabria, en Italia) y etiquetarlo como si hubiera sido producido en regiones más prestigiosas (como Burdeos o la Toscana). Para combatir este tipo de fraude, los gobiernos desarrollaron un exhaustivo sistema de denominaciones e indicaciones protegidas que intentaban regular el etiquetado de los vinos procedente de regiones vinícolas concretas. Los primeros intentos de proteger el nombre de una región productora llevó a las declaraciones oficiales de las fronteras y los tipos de vino que podían llevar los nombres de Chianti, Oporto y Tokaji. Actualmente los países productores más importantes de Europa tienen algún sistema de denominaciones de origen protegido, siendo los más famosos el Appellation d'origine contrôlée (AOC) de Francia, la Denominazione di origine controllata (DOC) de Italia, la Denominação de Origem Controlada (DOC) de Portugal y la Denominación de Origen (DO) de España. Los productores registrados en cada denominación deben adherirse a las normas de la misma, incluyendo el porcentaje exacto de uva (a menudo 100%) que debe proceder de la región. Los productores que fraudulentamente usan uvas de regiones diferentes a las indicadas en sus etiquetas pueden ser perseguidos por las autoridades.
Cuando se usó más difícil etiquetar fraudulentamente los vinos con el origen equivocado, el fraude de las etiquetas evolucionó a la falsificación de los propios viñedos. Los mercaderes compraban botellas de vinos más baratos y las etiquetaban con los nombres de los mejores viñedos de Burdeos o Grand crus de Borgoña. El fraude en el etiquetado, cuando se hace bien, requiere la manipulación de botellas, corchos y cajas. El periodista Pierre-Marie Doutrelant «reveló que muchas casas famosas de champán francés, cuando se quedaban sin existencias, comprobaban vino embotellado pero sin etiquetar de cooperativas o de alguno de los grandes productores privados de la región, y lo vendían como propio». Un ejemplo notable de supuesto fraude en el vino fue descubierto a principios de 2007, cuando se informó de que el FBI había abierto una investigación sobre la falsificación de vinos antiguos y raros.

### Ejemplos de etiquetados fraudulentos
Uno de los más famosos proveedores sospechosos de etiquetado fraudulento es el coleccionista de vinos Hardy Rodenstock. En las décadas de 1980 y 1990, Rodenstock organizó una serie de catas de alto nivel con vinos antiguos y raros de su colección, incluyendo muchos de los siglos XVIII y XIX, a las que invitó a dignatarios, celebridades y escritores y críticos de vinos de fama mundial, como Jancis Robinson, Robert M. Parker, Jr. y Michael Broadbent, que en aquel momento era un director en la casa de subastas londinense Christie's y estaba considerado una de las destacadas autoridades mundiales en vinos raros. En una de estas catas, Rodenstock presentó 125 vintages de Château d'Yquem, incluyendo una botella muy rara de la cosecha de 1784. Además de organizar estas extravagantes catas, Rodenstock también vendía muchas botellas de su colección en casas de subasta, que supuestamente inspeccionaban e investigaban con regularidad la autenticidad de los vinos. Uno de estos lotes que Rodenstock vendió fueron las raras «botellas de Jefferson», supuestamente burdeos embotellado para el presidente estadounidense Thomas Jefferson. El empresario estadounidense Bill Koch compró cuatro de estas botellas que posteriormente se declararon falsas: los grabados sobre las botellas que presuntamente las vinculaban con Jefferson habían sido hechos con un taladro eléctrico de alta velocidad parecido al usado por los dentistas, tecnología que obviamente no existía en la época. Este hallazgo arrojó una sombra de duda sobre la autenticidad de todas las botellas raras que Rodenstock servía en sus catas y vendía en subastas.
En 2002, botellas de la cosecha regular de 1991 del Château Lafite Rothschild fueron reetiquetadas y vendidas como de la aclamada cosecha de 1982 en China. En 2000, las autoridades italianas descubrieron una bodega con casi 20.000 botellas de falso «Super Toscana» Sassicaia del 1995 y arrestaron a varias personas.

### Acciones preventivas
Los gobiernos y productores han emprendido muchos esfuerzos para frenar la presencia del fraude en el vino. Una de las medidas preventivas más antiguas fue la fundación del Service de la Répression des Fraudes por parte del gobierno francés para detectar y erradicar el fraude en los vinos franceses con denominación. Algunos productores importantes han tomado medidas para evitar el fraude de las nuevas cosechas, incluyendo el marcado de botellas con números de serie grabados sobre el cristal y un mejor control sobre el proceso de distribución de sus vinos. Sin embargo, para las cosechas antiguas persiste la amenaza del fraude.

## Mezcla de vinos

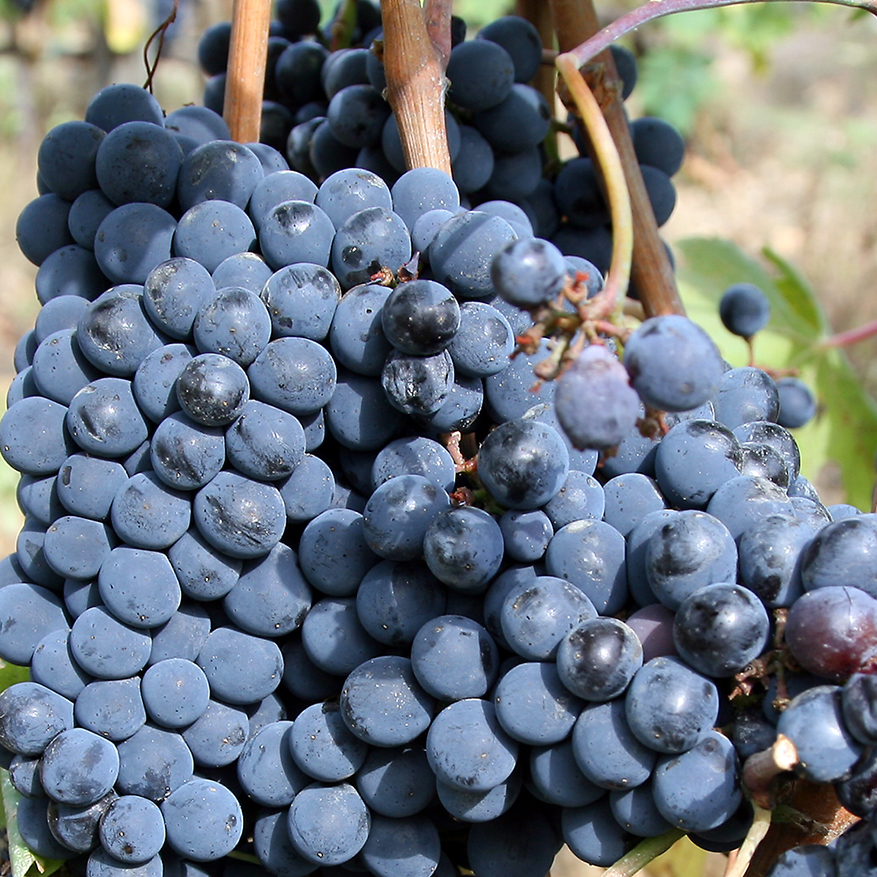
Los rumores de que uvas diferentes a la Sangiovese (en la imagen) estaban usándose para producir Brunello di Montalcino provocaron una investigación sobre el posible fraude.

Algunas manipulaciones y adulteraciones del vino han pasado por etapas en las que se consideraban fraudulentas para luego ser aceptadas como habituales. Una de ellas es la costumbre de mezclar variedades de uva distintas para conseguir alguna característica de otra forma ausente en el vino, siendo la más frecuente la falta de color. El color oscuro de un vino se relaciona a menudo con una mayor calidad del mismo, por lo que mezclar una variedad de color más oscuro (o un teinturier) a un vino más claro puede mejorar su posición en el mercado. Actualmente la costumbre de mezclar distintas variedades de uva suele estar aceptada (como es el caso del Cabernet Sauvignon y Merlot) excepto cuando dicha mezcla va en contra de la regulación de una denominación concreta (como fue el caso del controvertido escándalo Brunellopoli en Brunello di Montalcino).
La zona gris aparece cuando un vino inferior se mezcla con otro más caro de mayor calidad para incrementar la cantidad final de vino disponible para poner a la venta a precio alto. Durante el siglo XVIII, los productores de burdeos importaban a menudo vino de España, el valle del Ródano o Languedoc para mezclar y estirar el vino que vendían a los ingleses como claret. Aunque esta costumbre estaría mal vista por la actual denominación de Burdeos, el escritor de vinos francés André Jullien señaló que algunos mercaderes creían que esta práctica era necesaria para que el claret fuese aceptable para los gustos británicos, describiéndola como travail à l'anglaise (‘trabajar a la inglesa’).

### Ejemplos de mezcla ilegal
El periodista Doutrelant publicó los comentarios de «un inspector del gobierno sobre el uso ilegal de azúcar para aumentar el contenido alcohólico del Beaujolais-Villages: “Si la ley se hubiera aplicado en 1973 y 1974, al menos un millar de productores habría quebrado”.» El mismo escritor explicó cómo los viticultores «plantaban Mourvèdre y Syrah, dos uvas de bajo rendimiento que dan al vino finura, estrictamente para el beneficio de los inspectores del gobierno. Luego, cuando los inspectores se marchaba, injertaban variedades baratas de alto rendimiento, como Grenache y Cariñena, de vuelta a las vides».
En marzo de 2008 se hicieron acusaciones contra productores de Brunello di Montalcino que habían mezclado ilegalmente otras variedades de uva en vino estipulado 100% Sangiovese, presuntamente para inflar la producción e incrementar sus beneficios, en los que supuso un escándalo llamado Brunellopoli.
Muchos exportadores de Borgoña han sido hallados culpables de mezclar vino barato con borgoñas tintos y exportarlos a precios desorbitados. La compañía Les Vins Georges Duboeuf fue condenada en 2005 por mezclar ilegalmente vino de peor calidad con reservas. El tribunal sentenció que se había cometido «fraude e intento de fraude respecto al origen y la calidad de los vinos».

## Sustancias peligrosas

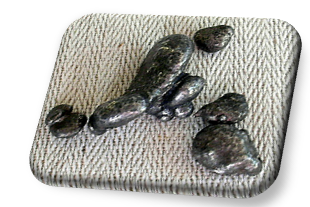
Un tipo de fraude peligroso es el empleo de sustancias tóxicas en la producción del vino. Los antiguos romanos solían mezclar plomo en sus vinos para darles dulzor.

Una de las formas más peligrosas de fraude en el vino se da cuando los productores emplean sustancias tóxicas, como el plomo, el dietilenglicol y el metanol, al elaborar vino con el fin de incrementar su dulzor y contenido alcohólico, respectivamente. También pueden usarse otros compuestos químicos para enmascarar otros fallos del vino y aromas desagradables. Las autoridades gubernamentales de todo el mundo han dictado leyes y normativas detallando los aditivos aceptables en la producción del vino, para evitar algunos de los escándalos que han salpicado a ciertos países productores en el siglo XX.
En 1985, parece que el dietilenglicol fue usado como adulterante por algunos productores austriacos de vino blanco para hacerlos más dulce y convertir vinos secos en dulces (la producción de vino dulce es cara y la adición de azúcar es fácil de detectar). Afortunadamente, la cantidad añadida no fue lo suficientemente elevada como para resultar venenosa, excepto en el caso de un consumo excesivo (habrían sido necesarias unos 28 botellas al día durante unas dos semanas para ingerir una dosis letal). En 1986 murieron 23 personas en Italia cuando un productor añadió metanol tóxico a su vino para incrementar el contenido alcohólico.
En la serie Los Simpson se explora este tema en el capítulo The Crepes of Wrath, donde dos productores de vino franceses obligan a beber a Bart Simpson vino adulterado con anticongelante.